# Walter Hohlefelder
Walter Heinz Hohlefelder (* 8. September 1945 in Bad Godesberg) ist ein deutscher Manager und ehemaliger Präsident der Lobbyorganisation Deutsches Atomforum.
Hohlefelder studierte 1965 bis 1969 Rechts- und Verwaltungswissenschaften an den Universitäten Bonn, Lausanne und an der Verwaltungshochschule Speyer. Nach Referendariat, Promotion zum Doktor der Verwaltungswissenschaften in Speyer und zweitem juristischen Staatsexamen arbeitete Hohlefelder von 1975 bis 1980 im Innenministerium Nordrhein-Westfalens, 1980 wechselte er ins Bundesinnenministerium.
1985 bis 1986 arbeitete Hohlefelder als Geschäftsführer der Gesellschaft für Reaktorsicherheit in Köln, ehe er von 1986 bis 1994 als Abteilungsleitender Ministerialdirektor im Bundesumweltministerium im Bereich Reaktorsicherheit, Strahlenschutz und Nukleare Entsorgung tätig war.
1994 wechselte Hohlefelder in die Industrie, zunächst bis 1999 als „Generalbevollmächtigter im Bereich Wirtschaftspolitik“ zum Energiekonzern VEBA AG in  Düsseldorf.
Im April 1999 wurde er in den Vorstand der PreussenElektra AG berufen und verantwortete dort die Bereiche Recht und Kernenergie. Im Oktober 1999 wurde er Mitglied der Geschäftsführung der E.ON Kernkraft GmbH, deren Vorsitz er von September 2000 bis Oktober 2001 führte. Nachdem PreussenElektra und VEBA im neu gegründeten Konzern E.ON aufgingen, wurde Hohlefelder im Juli 2000 Vorstandsmitglied der E.ON Energie und blieb dies bis zu seinem Ruhestand im März 2008.
Von April 2004 bis 2010 war Hohlefelder Präsident der Lobbyorganisation Deutsches Atomforum.

## Auszeichnungen
- 2006: Goldener Ehrenring der Technischen Universität München[1]
- 2008: Verdienstkreuz am Bande